# Турска радио-телевизијска корпорација
Турска радио-телевизијска корпорација (ТРТ; турски:Türkiye Radyo ve Televizyon Kurumu) је јавни емитер Турске, који је основан 1964. године. ТРТ је већ дуго година био једини телевизијски и радио провајдер у Турској. Пре увођења комерцијалног радија 1990. године, а потом и комерцијалне телевизије 1992. године, имао је монопол на емитовање. Новија дерегулација турског тржишта телевизијског емитовања произвела је аналогну кабловску телевизију. Данас ТРТ емитује програме широм света, посебно у Европи, Блиском истоку, Африци, Азији и Аустралији.
Преко 70% финансије ТРТ-а долази од пореза на рачуне за струју и дозволе за телевизијске и радио пријемнике. Пошто су ово хипотецирани порези, за разлику од новца који се издваја у фондове опште владе, принцип је сличан оном код телевизијске дозволе која се наплаћује у бројним другим земљама, као што је Би-Би-Си у Уједињеном Краљевству. Остатак финансије ТРТ-а долази од владиних стипендија (преко 20%), а последњих 10% долази од оглашавања. 

## Историја
Претходник ТРТ-а, „Türkiye Radyoları“ био је један од 23 организације за емитовање Европске радиодифузне уније 1950. године; враћа се у ЕБУ окриље као ТРТ 1972. Првобитна компанија је почела са пробним радио емитовањем 1926. године, са студијом изграђеним у Истанбулу 1927. и студијом у Анкари након тога 1928. године.
Пробни преноси су почели на ТРТ 1 31. јануара 1968. године. Пуни програм националне телевизије, који је у ово време повезивао области око Анкаре, Истанбула и Измира, почео је у децембру 1971 године.  ТРТ је обновио своје чланство у Европској радиодифузној унији (пошто је био члан оснивач који је раније нудио само радио) почевши од 26. августа 1972. године, са првим догађајем мреже Евровизије у Турској, фудбалском утакмицом (Турска против Италије), емитовано широм Европе 13. јануара 1973.  ТРТ се такође придружио Азијско-пацифичкој радиодифузној унији 1976. године, исте године када је њихова прва телевизијска проба у боји представљена у лабораторији на општој скупштини Организације исламске конференције. 
Сви програми су били црно-бели од почетка пробних преноса 1968. до новогодишњег програма 31. децембра 1981, када су почеле прве пробе у боји у етеру.  Цела постава је прешла у боју 15. марта 1984. 
ТРТ је организовао Песму Евровизије 2004; са полуфиналом 12. маја и финалом 15. маја.
Дана 19. маја 2012, ТРТ 1 је започео симултано емитовање надограђеним на Full HD 16:9 DVB-S2 стандард.
У јануару 2018. ТРТ је прославио 50 година постојања. Сви ТРТ канали емитују збирку старих идентитета и студио информативног програма (који је и даље модеран логотип) у оквиру прославе и носталгије. Сваки дан су се правили нови идентитети. Овај догађај се такође догодио 1978; 1988; 1998. и 2008. године.

### Покушај државног удара након 2016
Након покушаја државног удара 2016; многи радници ТРТ-а су отпуштени или приморани да се пензионишу. Према подацима Хабер-Сен Униона, 1800 радника је принуђено да оде у пензију. Синдикат је протестовао због ове ситуације 21. новембра 2018. у Истанбулу, Анкари, Дијарбакиру и Бриселу. Запосленици ТРТ-а су током протеста изјавили да су били изложени психичком притиску дефинисаном као мобинг. Запосленик ТРТ-а Осман Косе изјавио је да је више од 3.000 радника пребачено у друге државне институције, а 5.000 отпуштено из ТРТ-а.

## Услуге

### Телевизијски канали
Сви телевизијски канали могу се гледати преко Турксат сателита у Европи, Азији, земаљским у Турској и суседним земљама. Неки од њих се налазе и на системима кабловске телевизије.

#### Домаћи канали
- ТРТ 1 (покренут јануара 1968.) – Општи забавни канал са широким распоредом који укључује домаће и стране серије, турски и холивудски биоскоп, емисије уживо са турском народном музиком, турском класичном музиком и поп музиком, спорт уживо, вести и актуелности плус специјалне догађаје.
- ТРТ 2 (покренут септембра 1986, угашен марта 2010, поново покренут фебруара 2019) – Хајброу канал са широким распоредом културних и образовних емисија, интензивном промоцијом уметности (турске и међународне), културним разговорима, документарцима и домаћим и страним филмовима.
- ТРТ Спор (покренут октобра 1989.) – Спорт уживо и архива укључујући Формулу 1, Светско и Европско првенство у уметничком клизању, Светско и Европско првенство у атлетици, Турску женску лигу у одбојци, Кошарку испод 18 година плус играни програми. Када парламент заседа, ТРТ 3 преноси директан пренос Велике народне скупштине Турске (ТБММ-ТВ).
- ТРТ Чоџук (покренут новембра 2008.) – Дечји програми, анимирани и образовни програми. Станица сада емитује 24 сата дневно.
- ТРТ Курди (покренут јануара 2009.) – Канал који емитује програм на курдским језицима.
- ТРТ Араби (покренут априла 2010.) – емитује 24 сата дневно на арапском језику са програмима намењеним Арапима у Турској, као и ширем арапском свету и Блиском истоку.
- ТРТ Музик (покренут новембра 2009) – 24-часовни музички канал са турском народном и класичном музиком. Такође емитује поп, рок, џез и етно музику.
- ТРТ Белгесел (покренут новембра 2009.) – 24-часовни документарни канал.
- ТРТ Хабер (покренут у мају 2010.) – Вести и актуелности, спортске вести и временска прогноза.
- ТРТ ХД (покренут у мају 2010.) – Бивши телевизијски канал високе дефиниције ТРТ-а који емитује неколико програма са других ТРТ канала у ХД формату.
- ТРТ 4К (покренут фебруара 2015.) – Ултра ХД телевизијски канал ТРТ-а. Ово је први 4К телевизијски канал у Турској. [4]
- ТРТ Спор 2 (покренут септембра 2019. [5] ) – Алтернативни канал за ТРТ Спор.
- ТРТ ЕБА ТВ (покренут марта 2020.) – канал за даљинско образовање због пандемије КОВИД-19. Канал је подељен у 3 групе: Илкокул (основна школа), Ортаокул (средња школа) и Лисе (средња школа).

#### Међународни канали
- ТРТ Турк (16:9, није кодиран у DVB сигналу) (раније познат као ТРТ ИНТ ) – Међународне вести, актуелности, документарни филмови и културни програми намењени како Турцима тако и публици која говори турски језик у иностранству. То је први ТРТ канал који у великој мери користи приватну продукцијску компанију за програмирање вести.
- ТРТ Аваз (раније познат као ТРТ Турк ) (покренут марта 2009.) – Међународни канал намењен турским републикама и Турцима који живе на Балкану. Канал је фокусиран на забаву и документарне филмове за разлику од новог фокуса ТРТ Турка на вести. Програми се емитују на мешавини језика укључујући турски, азерски, казашки, узбечки и туркменски.
- ТРТ Врлд – Међународне вести, актуелности, документарни филмови и културни програми на енглеском за међународну публику.

#### Мањински језици хинди
ТРТ има посебан ТВ канал за курдски језик који емитује програм 24 сата и 7 дана у недељи под називом ТРТ Курди и друге ТВ и радио станице које емитују програме на локалним језицима и дијалектима као што су јерменски, арапски, босански и адигејски неколико сати у недељи.  
Још један специјални ТВ канал намењен турском свету, ТРТ Аваз, покренут је 21. марта 2009. године и емитује програм на азерском, босанском, казашком, киргиском, узбечким и туркменском језику; док је арапски телевизијски канал ТРТ почео са емитовањем 4. априла 2010. 

#### Време затварања и отварања током година
- 31. јануар 1968: ТРТ 1 лансиран у 19:15 и затворен у 20:51
- 1970: ТРТ 1 покренут у 19:00 и затворен у 22:00
- 1975: ТРТ 1 радним данима покренут је у 19:00 и затворен у 23:00, а викендом је покренут у 18:00 и затворен у поноћ
- 1981: ТРТ 1 радним ноћима је покренут у 19:45 и затворен у 23:00, суботом је покренут у 17:00 и затворен у 23:40 и недељом је покренут у 10:00 и затворен у 23:00
- 1984: ТРТ 1 радним данима покренут је у 19:00 и затворен у 23:00, суботом је покренут у 17:30 и затворен у поноћ и недељом је покренут у 14:00 и затворен у поноћ
- 1986: ТРТ 1 се затвара у поноћ, ТРТ 2 у 23:30 или 00:00
- 1987: ТРТ 1 и ТРТ 2 затварају се у 00:00
- 1988: ТРТ 1 затвара се у 1 ујутро, ТРТ 2 у 00:00
- 1989: ТРТ 1 затвара се у 1 ујутро, ТРТ 2 и ТРТ 3 у поноћ
- 1990: ТРТ 1 затвара се у 1 ујутро, ТРТ 2 и ТРТ 3 у поноћ, ТРТ 4 у 23:30
- 1992: ТРТ 1 затвара се у 2 ујутро, ТРТ 2 у 1 ујутро, ТРТ 3 у поноћ, ТРТ 4 у 23:30
- 1993: ТРТ 2 у 1 ујутро, ТРТ 3 у поноћ, ТРТ 4 у 23:30
- 1997: ТРТ 1 и 2 затварају се у 2 ујутро, ТРТ 3 и 4 у поноћ
- 2002: ТРТ 1 & 2 отворен 24/7. 3 и 4 отворене 7:00-0:30
- Од 2010: сви канали 24/7 (ТРТ 4/ТРТ Чоџук (4. канал ТРТ) и ТРТ ГАП/ТРТ Спор/ТБММ-ТВ (3. канал ТРТ) парови су изузетак, али у целим паровима такође емитују 24/7).

#### Отпуштања у ТРТ-у
Након покушаја државног удара 15. јула, многи радници  ТРТ-а су отпуштени или приморани да се пензионишу. Према подацима Хабер-Сен Униона, 1800 радника је принуђено да оде у пензију. Синдикат је протестовао због ове ситуације 21. новембра 2018. у Истанбулу, Анкари, Дијарбакиру и Бриселу.  Запослени ТРТ-а су током протеста изјавили да су били изложени психичком притиску дефинисаном као мобинг. Запосленик ТРТ-а Осман Косе изјавио је да је више од 3.000 радника пребачено у друге државне институције, а 5.000 људи је отпуштено из ТРТ-а. 
Многи запослени ТРТ-а су отпуштени и послати у затвор због покушаја државног удара 15. јула. Према списку који је објављен у "Ресми газети", отпуштено је 312 људи.  Према извештају невладине организације са седиштем у Шведској, Стокхолмски центар за слободу (СЦФ), око 150 запослених у ТРТ оптужено је да су чланови „терористичке организације“. Многи од њих су ухапшени и затворени. 

### Радио канали
- Радио 1 (покренут у мају 1927.) – говорни програми укључујући културу, уметност, драму, вести, науку, друштво, образовање и историју
- ТРТ ФМ (раније Радио 2, покренут јануара 1975.) – Мешавина турске попа, народне и класичне музике, страног попа, позива, вести и информација о путовању
- Радио 3 (покренут јануара 1975.) – Класична музика, џез, светска музика, страни поп и рок
- Радио 4 (покренут у октобру 1987) – турски реп, Р&Б и Хип-Хоп
- Радио 6 (покренут 2009.) – Емитовање на курдском језику за Курде у Турској
- ТРТ Радио Хабер (покренут септембра 1993.) – Информативни програми
- ТРТ Нагме – турска класична музика
- ТРТ Аврупа ФМ – Емитовање за Турке у Европи
- ТРТ Турку – турска народна музика и турку
- Глас Турске (покренут децембра 1982.) – Емитовање на 26 различитих језика и широм света.

#### Регионални канали
- Анталија Радиосу – Емитовање у Анталији, покрива регион западног Медитерана, Турску
- Чукурова Радиосу – емитовање у Мерсину, покрива регион источног Медитерана, Турска
- Ерзурум Радиосу – Емитовање у Ерзуруму, покрива источну Турску
- Трабзон Радиосу – Емитовање у Трабзону, покрива северну Турску
- Радио ГАП – Емитовање у Дијарбакиру, покрива југоисточну Турску

##### Урбани радио канали
- Кент Радио Истанбул
- Кент Радио Анкара
- Кент Радио Измир

### Телетекст и ЕПГ
ТРТ је 3. децембра 1990. покренуо пробну верзију телетекста под називом „Telegün“. Сви ТВ канали имају телетекст. Шест канала такође емитује своје програме са Електронским програмским водичем (ЕПГ).

### Вести
ТРТ нуди услуге онлајн вести на турском и другим језицима. 
- Авгански (Јужни Узбечки)
- Албански
- Арапски
- Јерменски
- Азерски (Латиница) / (Арапски скрипт)
- Босански
- Бугарски
- Кинески
- Хрватски
- Дарски
- Енглески
- „Француски”. Архивирано из оригинала 31. 03. 2022. г. Приступљено 25. 05. 2022.
- Грузијски
- Немачки
- Грчки
- Хауса
- Мађарски
- Италијански
- Јапански
- Казашки
- Курдски[мртва веза]
- Киргишки
- „Македонски”. Архивирано из оригинала 25. 05. 2022. г. Приступљено 25. 05. 2022.
- Малајски
- Паштунски
- Персијски
- Португалски
- Румунски
- Руски
- Српски
- Шпански
- Свахили
- Татарски
- Турски
- Урду
- Ујугурски (Арапски/Латиница/Ћирилица)
- Узбечки

## Логотипи
- 1990–2001
- 2001–2018, користи се на неким каналима до 2021.
- 2018–данас

## Видите такође
- Временски оквир емитовања у Турској
- Слобода медија у Турској (покрива аспекте цензуре)
- Медији Турске
- Емел Газимихал (први женски говорник)